# Picoplancton

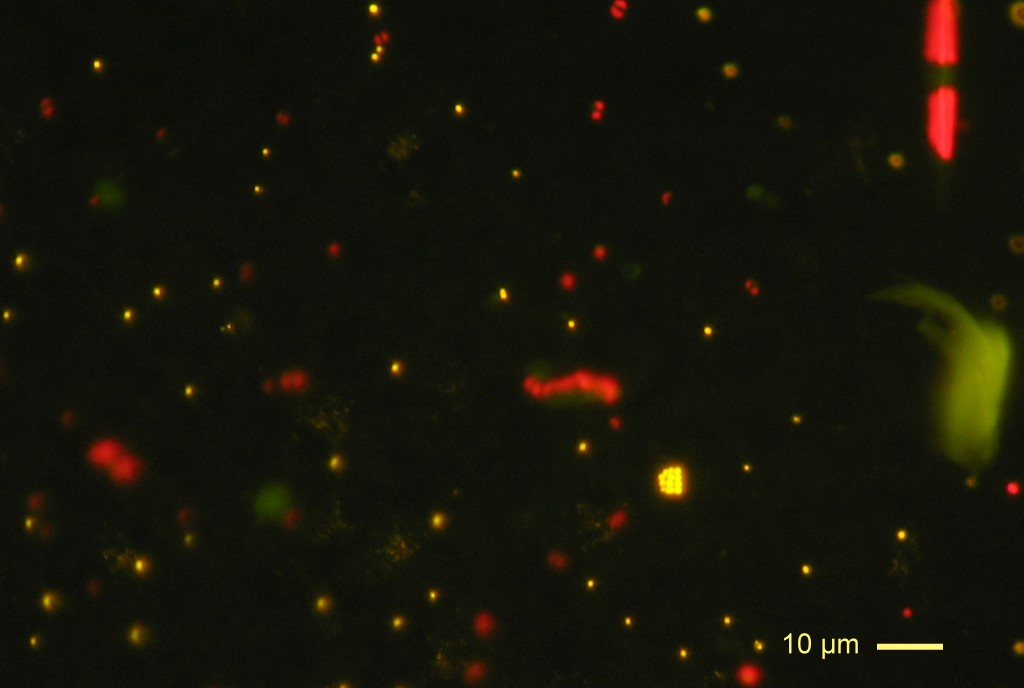
Picoplancton fotosintetico dell'Oceano Pacifico osservato in epifluorescenza microscopica (luce eccitante blu). I punti fluorescenti color arancio corrispondono a cianobatteri di Synechocococus, i punti rossi sono picoeucarioti. Sono visibili anche cellule di dimensioni maggiori (diatomee).

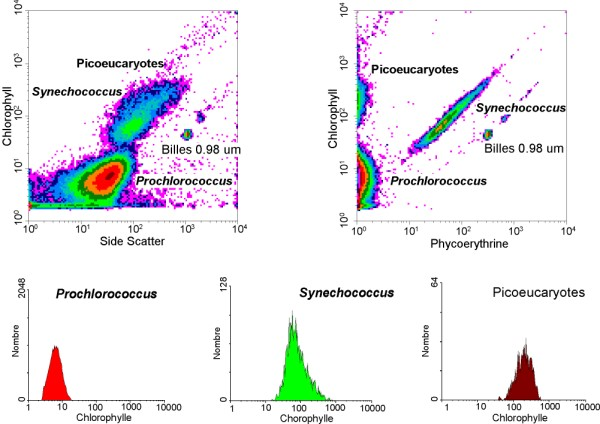
Analisi con la citometria a flusso di picoplancton fotosintetico. Sono visibili tre differenti popolazioni: Prochlorococcus, Synechococcus e picoeucarioti.

Il picoplancton è la frazione planctonica di dimensioni comprese tra 0,2 e 2 µm.
Può essere composto da organismi procarioti e eucarioti che possono essere sia fototrofici che eterotrofici. 
È la frazione prevalente tra le comunità planctoniche microbiche degli ecosistemi sia di acqua dolce che marini e costituisce un porzione significativa della biomassa totale delle comunità fitoplanctoniche.

## Dimensioni
Il picoplancton si inserisce nella più vasta categoria del plancton che viene suddivisa in base alle dimensioni degli organismi che lo compongono secondo il seguente schema di classificazione:
- Megaplancton, 2×10−1→2×100 m (20–200 cm)
- Macroplancton, 2×10−2→2×10−1 m (2–20 cm)
- Mesoplancton, 2×10−4→2×10−2 m (0.2 mm-2 cm)
- Microplancton, 2×10−5→2×10−4 m (20-200 µm)
- Nanoplancton, 2×10−6→2×10−5 m (2-20 µm)
- Picoplancton, 2×10−7→2×10−6 m (0.2-2 µm)
- Femtoplancton, < 2×10−7 m, (< 0.2 µm).

È da notare che in questo caso i vari prefissi (mega, micro, nano, pico, femto) non hanno il significato normalmente utilizzato nel sistema internazionale di misura, dove indicano variazioni dimensionali di 103. In questo caso viene seguita la scala di variazione, ma con un ordine di crescita ridotto.

## Tecniche di misura
L'importanza anche delle più piccole suddivisioni del plancton e il loro ruolo nella catena alimentare marina ha cominciato a essere meglio compresa ed investigata solo a partire dagli ultimi 10 o 15 anni. Si è posto a questo punto il problema di misurare accuratamente la biomassa e la distribuzione delle dimensioni delle varie comunità del picoplancton.
Le due tecniche utilizzate inizialmente per identificare e quindi enumerare il picoplancton sono il microscopio a fluorescenza e il conteggio visuale. Entrambi questi metodi però non garantiscono la precisione necessaria e richiedono una quantità notevole di tempo per l'analisi. Stanno quindi prendendo sempre più piede nuovi e più accurati metodi come la citometria a flusso e la microscopia a fluorescenza con analisi d'immagine, che sono più efficienti nella misura del nanoplancton e del picoplancton fototrofico autofluorescente. Data comunque la persistenza della difficoltà di conteggio, le due tecniche vengono integrate da videocamere integrate da CCD; le misurazioni più accurate sono date dalle videocamere dotate di CCD a scansione lenta, in grado di rilevare anche le particelle più piccole come i batteri resi fluocromatici.

## Composizione
Si stima che gli archei rappresentino il 34% del picoplancton procariotico nelle acque superficiali costiere dell'Antartico, ma sono altrettanto presenti anche negli altri oceani.
Il picoplancton fotosintetico è composto da procarioti e eucarioti.

Tra i procarioti, i componenti più importanti sono i cianobatteri, in particolare Synechococcus (nelle zone equatoriali mesotrofiche) e Prochlorococcus (nelle zone tropicali oligotrofiche, dove si possono contare più di 100 milioni di cellule per litro d'acqua marina).

Nel picoplancton eucariota sono note una cinquantina di specie, alcune di nuove classi come Pelagophyceae (del genere Pelagomonas) e Bolidophyceae (Bolidomonas), altre appartenenti alle Chlorophyceae (genere Nanochloris), Prasinophyceae (Micromonas, Ostreococcus, Pycnococcus), Prymnesiophyceae (Imantonia) e Dictyochophyceae (Florenciella). Le analisi genetiche hanno scoperto anche una grande abbondanza di Haptophyta e Cryptophyta.